# Ryan Zimmerman
Ryan Wallace Zimmerman (ur. 28 września 1984) – amerykański baseballista występujący na pozycji pierwszobazowego w Washington Nationals.

## Przebieg kariery
Zimmerman studiował na University of Virginia, gdzie w latach 2003–2005 grał w drużynie uniwersyteckiej Virginia Cavaliers. W 2004 wystąpił na World University Baseball Championship, na których zdobył złoty medal. W 2005 roku został wybrany w pierwszej rundzie draftu z numerem czwartym przez Washington Nationals i początkowo grał w klubach farmerskich tego zespołu, między innymi w Harrisburg Senators, reprezentującym poziom Double-A. W Major League Baseball zadebiutował 1 września 2005 w meczu przeciwko Atlanta Braves jako pinch hitter. Pierwszego home runa w MLB zdobył 5 kwietnia 2006 w meczu z New York Mets. W 2006 w głosowaniu do nagrody NL Rookie of the Year zajął 2. miejsce za Hanleyem Ramírezem z Florida Marlins. W 2009 wystąpił w Meczu Gwiazd, po raz pierwszy otrzymał Złotą Rękawicę i Silver Slugger Award.
W lutym 2012 podpisał nowy, sześcioletni z opcją przedłużenia o rok kontrakt wart 126 milionów dolarów. Po odejściu Adama LaRoche do Chicago White Sox, Zimmerman z powodu kontuzji ramienia odniesionej w sezonie 2012 został przesunięty z trzeciej na pierwszą bazę.
15 maja 2016 w meczu z Miami Marlins zdobył pierwszego w swojej karierze inside-the-park home runa. 9 sierpnia 2017 w meczu przeciwko Marlins pobił klubowy rekord, zaliczając 906. RBI.

## Nagrody i wyróżnienia
| Nagroda/wyróżnienie     | Lata       | Źródło |
| 2× All-Star             | 2009, 2017 | [ 3 ]  |
| Gold Glove Award        | 2009       | [ 3 ]  |
| 2× Silver Slugger Award | 2009, 2010 | [ 3 ]  |
| Fielding Bible Award    | 2009       | [ 10 ] |